# Тричерро
Тричерро (італ. Tricerro, п'єм. Trisser) — муніципалітет в Італії, у регіоні П'ємонт, провінція Верчеллі.
Тричерро розташоване на відстані близько 500 км на північний захід від Рима, 55 км на схід від Турина, 12 км на південний захід від Верчеллі.
Населення — 720 осіб (2014).

## Демографія
Населення за роками:

Станом на 1 січня 2023 року в муніципалітеті офіційно проживало 36 іноземців з 12 країн, серед них 11 громадян країн Євросоюзу та 2 громадяни України.

## Сусідні муніципалітети
- Костанцана
- Дезана
- Ронсекко
- Трино